# Europejskie Igrzyska Halowe w Lekkoatletyce 1968 – bieg na 1500 m mężczyzn
Bieg na 1500 metrów mężczyzn – jedna z konkurencji biegowych rozgrywanych podczas lekkoatletycznych europejskich igrzysk halowych w hali Palacio de Deportes w Madrycie. Rozegrano od razu bieg finałowy 10 marca 1968. Zwyciężył reprezentant Wielkiej Brytanii John Whetton, który obronił tytuł zdobyty na poprzednich igrzyskach.

## Rezultaty

### Finał
Rozegrano od razu bieg finałowy, w którym wzięło udział 4 biegaczy.

Opracowano na podstawie materiału źródłowego.
| Miejsce | Zawodnik          | Czas    |
| ------- | ----------------- | ------- |
| 1       | John Whetton      | 3:50,94 |
| 2       | José María Morera | 3:51,7  |
| 3       | Igor Potapczenko  | 3:51,9  |
| 4       | José Lourenço     | 3:59,6  |